# Bleda
Bleda – wódz Hunów, urodzony około 390 roku. Razem ze swym młodszym bratem Attylą odziedziczył tron po stryju Ruasie. Rządził wraz z nim przez 11 lat, aż do swej śmierci w 445 roku. Najprawdopodobniej został zabity przez Attylę, jednak brak źródeł, z jakiego powodu.